# سالوادور کاستاندا کاسترو
ارتشبد سالوادور کاستاندا کاسترو (اسپانیایی: Salvador Castaneda Castro‎؛ ۶ اوت ۱۸۸۸ – ۵ مارس ۱۹۶۵) از تاریخ ۱ مارس ۱۹۴۵ میلادی تا ۱۴ دسامبر ۱۹۴۸ میلادی، رئیس‌جمهور السالوادور بود. او قبل از آن، به عنوان وزیر کشور در دوران ریاست‌جمهوری ژنرال ماکسیمیلیانو هرناندز مارتینز خدمت کرد.
در دوران ریاست جمهوری خود، او بازسازی حکومت مبتنی بر قانون اساسی را به مردم وعده داد، اما سیاست‌های سرکوبگرانه حاکمان نظامی قبلی را در پیش گرفت.